# Bettina Wegner
Pour les articles homonymes, voir Wegner.
Bettina Wegner, née le 4 novembre 1947 à Berlin-Ouest, est une autrice-compositrice-interprète allemande. Elle est surtout connue pour sa chanson Kinder (sind so kleine Hände), également chantée par Joan Baez, Dean Reed et d'autres.

## Biographie
Bettina Wegner est née en 1947 dans le quartier de Lichterfelde à Berlin-Ouest. Après la création de la RDA, les parents de Wegner, communistes convaincus, ont déménagé avec elle à Berlin-Est. Son père Karl-Heinz Wegner (1915-2009), futur rédacteur en chef du magazine Freie Welt (de),,, travaillait déjà à Berlin-Est et ne pouvait pas se permettre de payer le loyer dans la partie ouest. Wegner apprit le métier d'ouvrière de bibliothèque et commença en 1966 des études à l'école de théâtre de Berlin. En 1966, elle a cofondé le Hootenanny Club (de). Le principe initial, selon lequel chacun pouvait apporter ses textes et ses chansons sur scène sans censure, ayant été abandonné, elle quitta cependant le groupe lorsque le Hootenanny-Klub fut rebaptisé Oktoberklub et placé sous la tutelle de la Jeunesse libre allemande (FDJ).
Après avoir écrit et distribué en 1968, dans le contexte du Printemps de Prague, des tracts contre l'intervention des États du Pacte de Varsovie en Tchécoslovaquie avec des slogans tels que « Vive Prague la rouge ! » ou « Allez Dubček ! », elle fut exmatriculée, arrêtée et condamnée à une peine d'un an et sept mois de prison avec sursis pour « incitation à la haine contre l'État ». L'expérience de la censure et de la détention préventive qu'elle dut subir après la naissance, le 21 mars 1968, de son premier enfant, Benjamin, qu'elle eut avec Thomas Brasch, allait dès lors marquer son attitude et surtout ses chansons. Après avoir fait ses preuves dans la production, elle suivit des cours du soir, passa son Abitur et suivit une formation de chanteuse au Zentrales Studio für Unterhaltungskunst (de) en 1971/72. Depuis, elle travaille en indépendante.

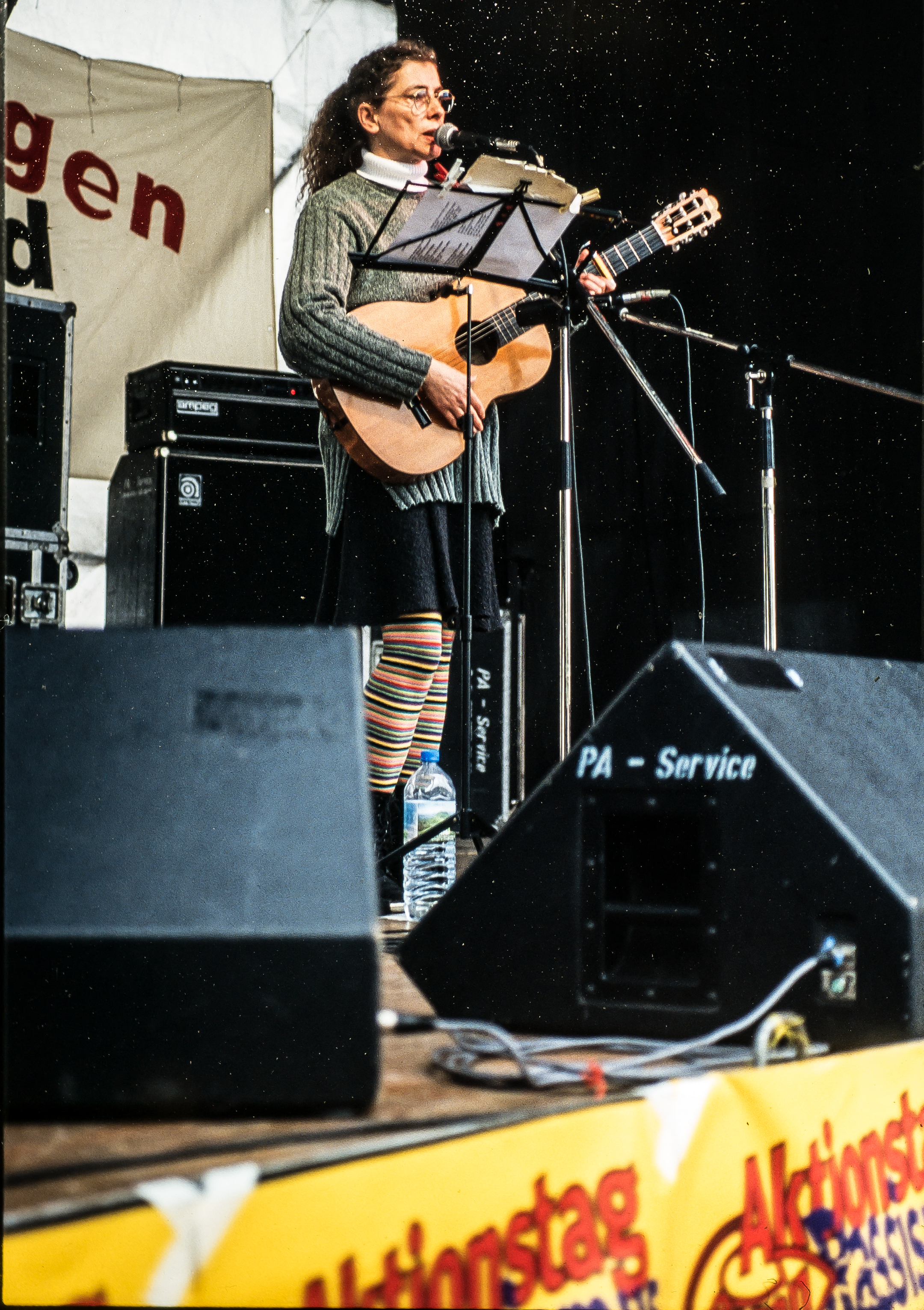
Bettina Wegner en spectacle devant la Rotes Rathaus en 1998.

Ses propres séries de spectacles (Eintopp, Kramladen) avec Klaus Schlesinger, avec lequel Bettina Wegner fut mariée de 1970 à 1982, furent interdites par les autorités. Après avoir protesté publiquement contre l'expatriation de Wolf Biermann en 1976, ses possibilités de se produire en public furent de plus en plus restreintes ; elle fut espionnée et mise sous pression. Son impresaria de l'époque, Katharina Harich, qui était également impresaria du groupe de chansons humoristiques MTS (de), lui permit à cette époque de se produire en tant qu'artiste confidentielle, car sur les affiches on pouvait désormais lire : « MTS avec chanteuse ». De même, Werner Sellhorn l'a aidée : elle avait mis au point avec lui un programme d'apparence « inoffensive » intitulé « Kurt Tucholsky et des chansons d'aujourd'hui ». Les concerts étaient malgré tout bondés, car le bouche à oreille était très efficace en RDA lorsqu'il s'agissait de littérature ou de musique interdite. Elle pouvait également encore donner des concerts dans certaines églises, par exemple dans l'église de la Samaritaine (de) à Berlin-Est, connue pour ses manifestations d'opposition.
Lorsqu'elle s'est fait connaître soudainement à l'Ouest grâce à l'émission de Dirk Sager intitulée Kennzeichen D en 1978, elle a eu l'occasion de sortir son premier album à l'Ouest chez CBS. Il s'agissait de l'enregistrement d'un concert à la maison d'artistes Béthanie. Sur son premier 33-tours chez CBS, elle était accompagnée par des musiciens du groupe de rock Nervous Germans. Des possibilités se sont ainsi présentées, auxquelles il n'était pas possible de penser en RDA. Elle pouvait désormais compenser son interdiction d'exercer en RDA en se produisant en République fédérale d'Allemagne, en Autriche, en Belgique et en Suisse, puisqu'elle était autorisée à voyager à l'Ouest en tant que « porteuse de devises ». Il s'agissait toutefois d'une méthode habituelle du gouvernement de la RDA pour se débarrasser d'artistes connus mais peu appréciés : Après l'ouverture d'une enquête pour « soupçon de délits douaniers et de trafic de devises », Bettina Wegner s'est retrouvée en 1983, en tant que citoyenne de la RDA, devant le choix d'aller en prison ou d'être déchue de sa nationalité. Elle a alors quitté la RDA pour Berlin-Ouest. Cette perte de sa patrie et cette contradiction envers ses idéaux communistes devinrent les principaux thèmes de ses chansons dans les années 1980.
À partir de 1974 et jusqu'à son expatriation, elle a été traitée par le Ministère de la Sécurité d'État comme « Feindlich-negative Person » (litt. « personne hostile-négative ») dans le cadre du processus opérationnel Schreiberling pour incitation à la haine anti-étatique selon le § 106 du code pénal de la RDA.
En 1988, Bettina Wegner a eu une relation de neuf mois avec Oskar Lafontaine, qui était alors ministre-président de la Sarre et futur fondateur du parti politique Die Linke.
En tant qu'autrice-compositrice-interprète, elle s'est produite entre autres avec Joan Baez, Konstantin Wecker et Angelo Branduardi. De 1985 à 1992, le guitariste de concert munichois Peter Meier a continué à développer les nouvelles impulsions musicales de Wecker avec Bettina Wegner en tant qu'accompagnateur soliste et arrangeur. Il a également composé la musique de certains de ses textes comme Das Lied vom Messer, Waffenlos, Der Prinz ist gegangen et Sie hat's gewußt. À partir de 1992, elle continue à donner régulièrement des concerts à succès avec son nouveau trio d'accompagnement L'art de Passage (de) et surtout avec Karsten Troyke. En 1996, Bettina Wegner a été la première lauréate du Thüringer Kleinkunstpreis (de) à Meiningen pour son spectacle Sie hat's gewusst. Elle a publié plusieurs CD, mais a peu à peu disparu des médias comme la télévision et la radio.
Après plus de 30 ans de tournées et de sorties de disques, Bettina Wegner a fait ses adieux provisoires à son public en 2007, lors d'une tournée d'adieu. La raison en était des raisons de santé, mais pas seulement : « On marchande avec moi comme pour une prostituée vieillissante. Bien sûr que j'ai mon prix [...] Il faut que ça se termine, chanteuse n'est alors plus mon métier, même si je continue à chanter - des spetacles de charité ou des événements particuliers par exemple [...] ».
Bettina Wegner a trois enfants. Elle vit à Berlin-Frohnau depuis 1983.

## Discographie

### Chanson
- 1980 : Kinder (Sind so kleine Hände) / Klein Zaches / Der Feuerwehrmann
- 1980 : Über Gebote / Für Vera Kamenko
- 1981 : No Woman, No Cry (Weine nicht, aber schrei) / Jesus
- 1983 : Stille ist’s / Cool sein
- 1987 : Ich will nicht / Für meine verlassenen Freunde

### 33-tours

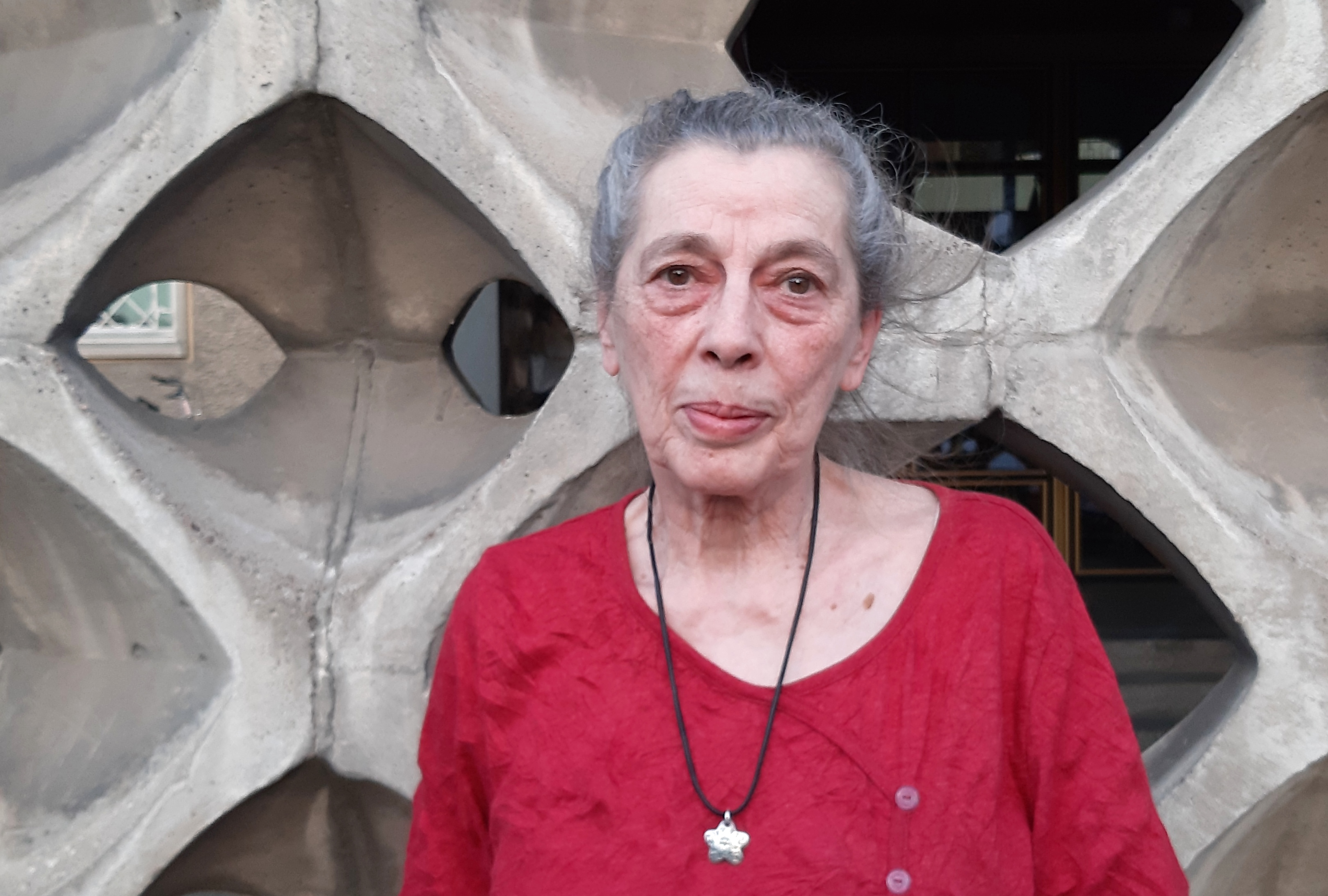
Bettina Wegner en 2022.

- 1976 : Mitwirkung an der Amiga-Langspielplatte Lied aus dem neuen Tag (avec les titres Wenn meine Lieder nicht mehr stimmen et Ach, wenn ich doch als Mann auf diese Welt gekommen wär’)
- 1979 : Sind so kleine Hände (CBS, ventes : + 250.000, DE : G)[11]
- 1980 : Wenn meine Lieder nicht mehr stimmen
- 1981 : Traurig bin ich sowieso
- 1983 : Weine nicht, aber schrei (avec Konstantin Wecker)
- 1985 : Heimweh nach Heimat (avec Konstantin Wecker)
- 1987 : Von Deutschland nach Deutschland (également disponible en CD)
- 1992 : Sie hat’s gewußt (également disponible en CD)

### CD
- 1997 : Die Lieder Vol. 1, Vol. 2, Vol. 3 (3 CDs)
- 1998 : Wege (avec Karsten Troyke)
- 2000 : Die Leute aus meiner Straße (avec Inge Heym)
- 2001 : Alles was ich wünsche (avec Karsten Troyke)
- 2003 : Mein Bruder … Jüdische Lieder (avec Karsten Troyke)
- 2004 : Liebeslieder (Doppel-CD)
- 2007 : Die Abschiedstournee (avec Karsten Troyke, Doppel-CD)
- 2017 : Was ich zu sagen hatte – 120 Lieder aus 50 Jahren (5 CDs)

### MP3
- 2018 : Tanz mich bis zur Liebe Schluss

## Publications
- (de) Gebote. Lieder und Gedichte aus 40 Jahren. Buch zum Film Bettina. Salzgeber Buchverlage, 2022,  (ISBN 978-3-95985-661-4).
- (de) Wenn meine Lieder nicht mehr stimmen. Mit einem Vorwort von Sarah Kirsch. Rowohlt Taschenbuch 4399, Reinbek bei Hamburg 1979,  (ISBN 3-499-14399-2).
- (de) Traurig bin ich sowieso. Lieder und Gedichte. Rowohlt Taschenbuch 5004, Reinbek bei Hamburg 1982,  (ISBN 3-499-15004-2).
- (de) Weine nicht, aber schrei. Lieder und Gedichte (zusammen mit Claudia Hennes). Büchergilde Gutenberg, Frankfurt am Main 1982,  (ISBN 3-7632-2736-9).
- (de) Als ich grade zwanzig war. Lieder und Gedichte aus Ost und West in Nachdichtungen. Rowohlt Taschenbuch 5699, Reinbek bei Hamburg 1986,  (ISBN 3-499-15699-7).
- (de) Von Deutschland nach Deutschland ein Katzensprung. Lieder und Gedichte. Rowohlt Taschenbuch 5906, Reinbek bei Hamburg 1986,  (ISBN 3-499-15906-6).
- (de) Es ist so wenig. Lieder, Texte, Noten (mit Peter Meier und Rainer Lindner). Selbstverlag Lindner, Gemünden 1991,  (ISBN 3-9800398-3-8).
- (de) In Niemandshaus hab ich ein Zimmer. Lieder und Gedichte. Aufbau Taschenbuch 1247, Berlin 1997,  (ISBN 3-7466-1247-0).